# Reial Institut i Observatori de l'Armada

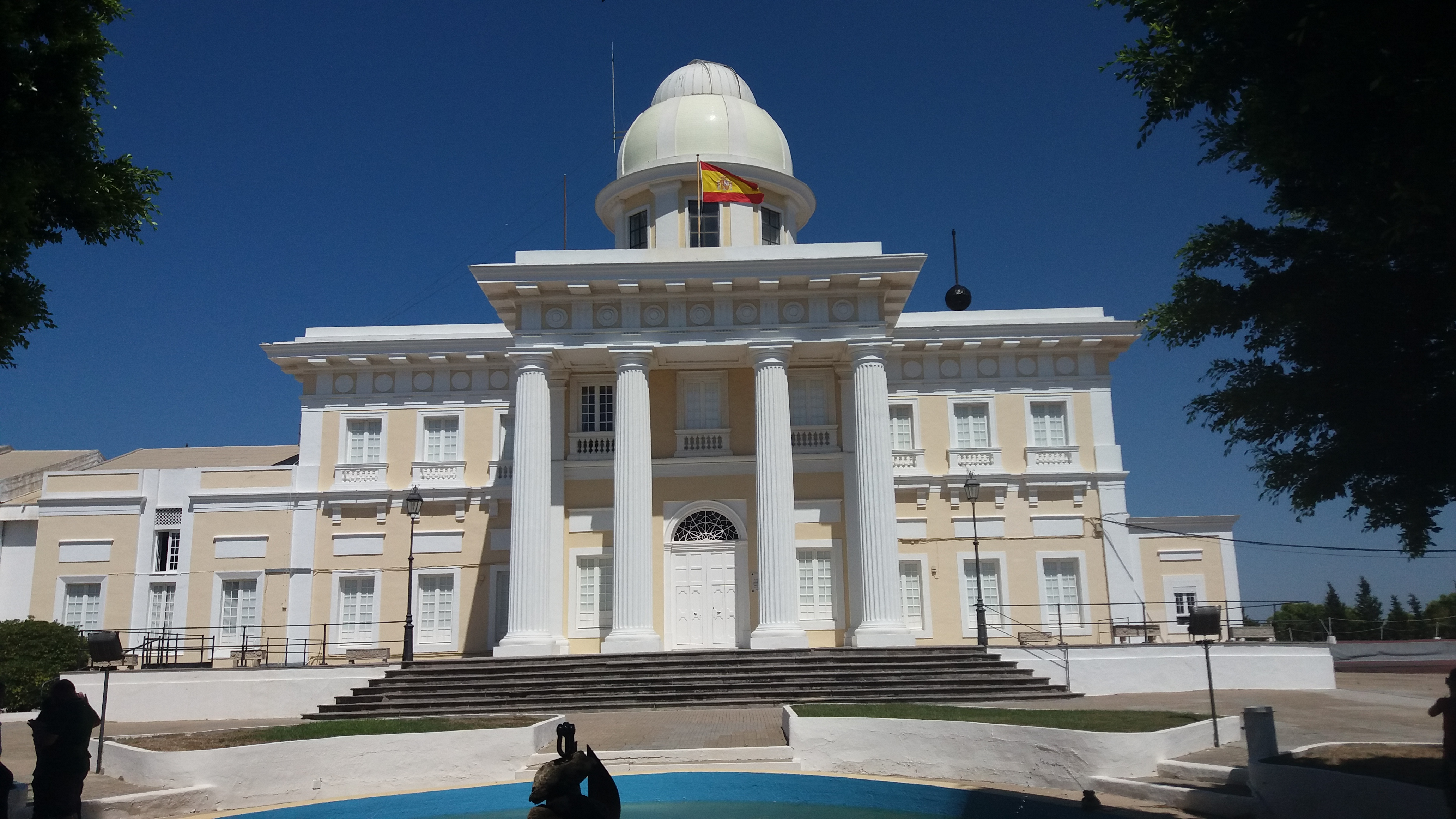
Observatori de l'Armada

Distintiu del Reial Institut i Observatori de l'Armada.

El Reial Institut i Observatori de l'Armada (ROA) és un centre científic de recerca i difusió cultural de l'Armada Espanyola i situat a la localitat de San Fernando (Cadis). Compleix les funcions específiques d'observatori astronòmic i geofísic, a més de ser un centre de formació superior per al personal científic de la Marina de Guerra Espanyola i de comptar amb una biblioteca que alberga 30.000 volums. Considerat el centre científic modern més antic d'Espanya i un dels més importants del món, el Reial Institut i Observatori de l'Armada va constituir un dels més importants exemples de l'arquitectura neoclàssica a l'entorn de Cadis. L'edifici del ROA va ser construït a la fi del segle xviii sobre el Cerro de Torre Alta, caracteritzant-se arquitectònicament per la seva gran simplicitat i puresa de les seves línies. L'actual seu del ROA va substituir a l'anterior, situada a Cadis i d'escassa altitud per a l'observació astronòmica.

## Situació geogràfica
Des de finals del segle xviii, el Reial Institut i Observatori de l'Armada s'aixeca sobre el Cerro de Torre Alta, petita elevació del terreny que compta amb tot just 30 metres d'altitud, però que és la major altura de tot el terme municipal de San Fernando. Aquest fet, a més de fer visible al ROA des de tota la badia de Cadis, afavoria l'observació astronòmica. Actualment aquesta labor es veu dificultada per l'excessiva contaminació lumínica que hi ha a la ciutat i el seu entorn. Anteriorment a estar situat al Cerro de Torre Alta, l'Observatori de Marina es trobava a la ciutat de Cadis, en una zona d'escassa altitud, per la qual cosa, en ser traslladat a l'antiga Isla de León es va buscar una zona elevada per construir el nou centre.

## Descripció
L'edifici constitueix, per la seva simplicitat i puresa de línies, un bell exemple d'arquitectura neoclàssica. La façana, basada en l'ideal arquitectònic grecoromà, destaca pel seu ordre i claredat. En el projecte inicial de Vicente Tofiño de San Miguel, es va dissenyar l'edifici amb una planta rectangular, envoltada de galeries. Però finalment va ser el projecte del Marquès d'Ureña l'escollit, en el qual es va utilitzar una planta cruciforme, simulant a l'Observatori d'Oxford, les raons de triar aquest tipus de planta foewn perquè posseïa més divisions, major lluminositat en les oficines i per l'elegància arquitectònica de l'edifici. L'edifici està dividit en tres sales, cadascuna d'elles de dedicada a una funció diferent: Astronomia, Geofísica i Hora. Molt destacable és la biblioteca, que ocupa la major part de l'edifici i alberga un bon patrimoni d'incunables i manuscrits, més de 30.000 volums, inclosa la important col·lecció de publicacions periòdiques, i que és considerada com una de les biblioteques científiques més importants del país. Culmina a l'edifici la majestuosa cúpula, de mitjan segle xx, i mostra un tambor on es troba una sèrie de finestrals. Fins fa relativament poc temps, la cúpula es rematava amb un parallamps però per la instal·lació de nous instruments va ser reformada i, en l'actualitat, de la mitjana taronja sorgeix una semicúpula metàl·lica giratòria que, una vegada oberta, permet observacions en qualsevol punt del cel.

## Història
Els seus orígens s'han del marí i científic Jordi Joan i Santacília, que, a mitjan segle xviii, va proposar al Marquès de la Ensenada la creació d'un observatori astronòmic en el Castell de la Vila (Cadis), en aquells dies seu de l'Acadèmia de Guàrdies Marines, amb l'objectiu d'ensenyar als futurs oficials la ciència de l'astronomia, tan important per a la navegació. El projecte de la creació de l'actual observatori es deu al Marquès d'Ureña, traslladant-se a la fi de segle al seu actual emplaçament. Les obres de construcció de l'edifici es van iniciar el 3 d'octubre de 1793 i van concloure en 1797. Posteriorment, l'edifici va ser remodelat per arquitectes com Torcuato José Benjumeda o José Antonio Laveaga, produint-se l'última i major reforma en 1857. Al llarg del segle xviii, van tenir una gran influència en l'observatori personatges tan coneguts com José Sánchez Cerquero o Cecilio Pujazón. Al llarg d'aquests anys el ROA s'ha dedicat a tasques de vital importància per la ciència i l'Armada espanyoles, com el càlcul de les efemèrides i la publicació de l'Almanac Nàutic, el Curs d'Estudis Superiors, el Dipòsit de Cronòmetres i Aparells de la Marina, les observacions meteorològiques, sísmiques i magnètiques i la determinació científica de l'hora.

## Missions
Les seves missions són:
Observatori astronòmic i geofísic.
- Recerca en aquells camps de la ciència física-matemàtica que es jutgin d'interès per a la Marina.
- Proporcionar formació científica superior al personal de l'Armada Espanyola.
- Calcular i difondre l'hora legal oficial d'Espanya UTC (coneguda com a Hora ROA), per a això utilitza tres mètodes:
  - Via telefònica (Tel.: +34 956599429), seguint un protocol de difusió d'informació horària àmpliament estès entre els laboratoris de referència nacionals de temps i freqüència i els usuaris a Europa.
  - Protocol NTP, a través de dos servidors d'Internet basats en San Fernando i un tercer basat a Madrid. Els ordinadors que disposin de Windows XP o Windows Vista es poden connectar a través de la funció d'Hora d'Internet de les Propietats de Data i Hora disponible en el rellotge d'a baix a la dreta de la pantalla de Windows. S'ha de substituir un dels servidors horaris per defecte de Windows (hora Microsoft o l'oficial dels Estats Units a Boulder (Colorado)) pel servidor del ROA "hora.roa.es". L'adreça d'Internet és automàticament reconeguda per Windows.com IP:150.214.94.5. En ser servidors de stratum 1 basats Espanya, l'ajust d'hora amb un ordinador domèstic espanyol als servidors del ROA és més precís i estable que als servidors estatunidencs que venen per defecte en Windows.

El ROA manté el patró nacional de la unitat bàsica de temps (el segon) i l'escala de Temps Universal Coordinat UTC(ROA).